# Lamian
Les lāmiàn (chinois simplifié : 拉面 ; chinois traditionnel : 拉麺 ; pinyin : lāmiàn ; litt. « nouilles tirées ») également appelées shǒu lāmiàn (手拉面, shǒu lāmiàn, « nouilles tirées à la main ») ou chēnmiàn (抻面, « nouilles étirées »), sont des nouilles de blé fraîches chinoises, étirées à la main par le cuisinier.

## Histoire

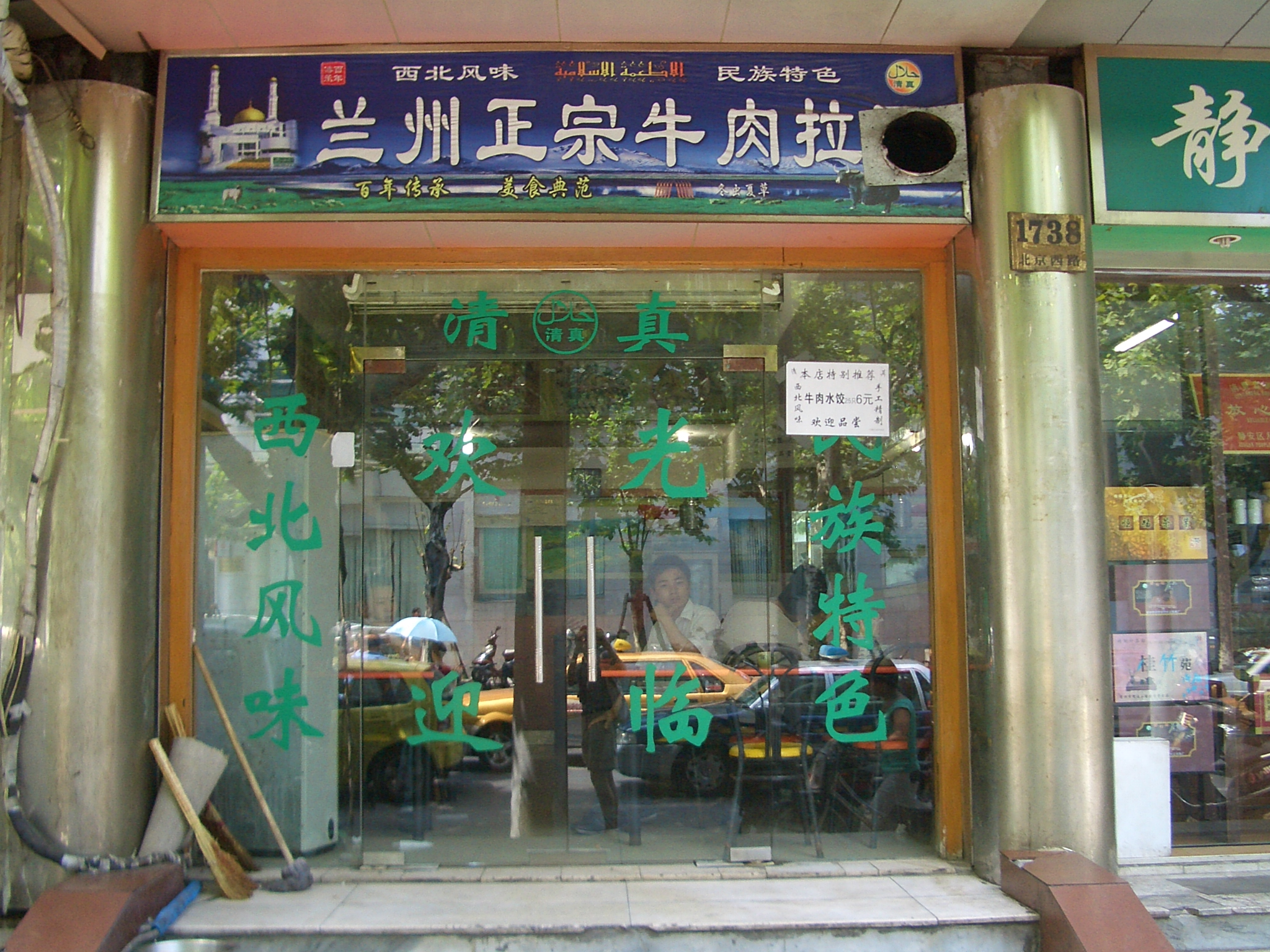
Restaurant de Lanzhou lāmiàn à Shanghai, route de Pékin Ouest (北京西路), on y voit le logo halal écrit en chinois et en arabe (حلال).

Elles sont originaires de Lanzhou (兰州) dans la province du Gansu (甘肃) dans le Xibei, au nord-ouest de la Chine, où elles portent différents noms, selon les ingrédients et leur forme. Les habitants de Lanzhou étant majoritairement des musulmans de la minorité hui, on ne trouve généralement pas de viande de porc ni de boisson alcoolisée dans les restaurants spécialisés, et la viande y est halal (清真, qīngzhēn, « islamique »), s'ils sont tenus par des Hui pratiquants.
Leur méthode de fabrication est originaire de Chine par des non musulmans car il a été retrouvé, en 2002, des pâtes faites de millet datant de 4 000 ans sur les bords du Fleuve Jaune en Chine sur le site archéologique de Lajia largement avant l’islam . Le Songshi Yangsheng Bu (宋氏養生部, sòng shì yǎngshēng bù), qui a été rédigé par Song Xu et date de 1504, contient la plus ancienne description de la méthode pour faire des lāmiàn, sans préciser l’ethnie qui les faisait, musulmane ou non.
Elles sont aujourd'hui fabriquées de manière traditionnelle dans toute la Chine et ailleurs dans le monde.

## Fabrication

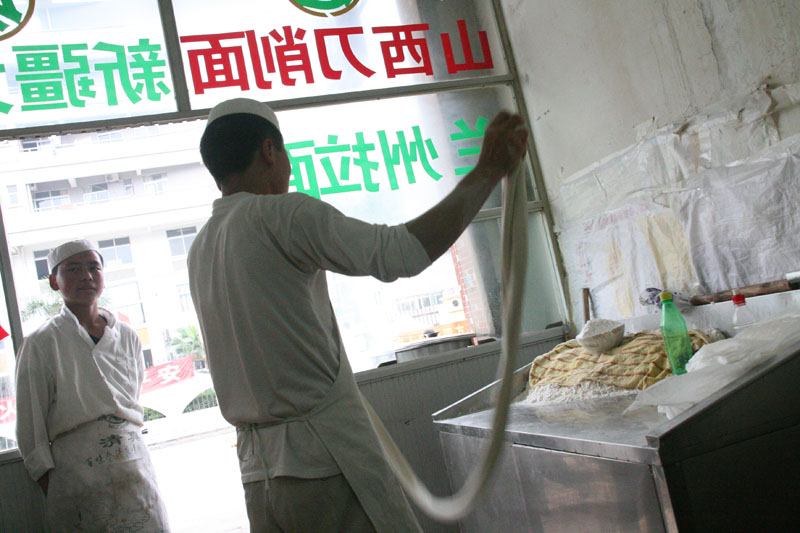
Fabrication de lāmiàn.

La fabrication se fait souvent en vitrine pour attirer le client et montrer que les nouilles sont fraîches et faites artisanalement. Les lāmiàn sont obtenus en torsadant, en étirant et en pliant la pâte grâce à son propre poids. La longueur et l'épaisseur des nouilles dépend du nombre de fois où ces opérations sont répétées.
La pâte est tout d'abord étirée et pliée sur elle-même pour l'échauffer, ce qui la rend plus souple, et pour aligner le gluten. Elle est ensuite roulée et découpée en pâtons qui vont être façonnés. Les extrémités ne sont pas utilisées car le gluten n'y est pas aligné correctement. Chaque pâton est ensuite étiré, atteignant la longueur des bras. Puis le cuisinier forme une boucle en joignant les deux extrémités et place ses doigts entre les bouts de pâte pour éviter qu'ils ne collent. La longueur a doublé tandis que la pâte a perdu en épaisseur. Cette étape est répétée plusieurs fois jusqu'à atteindre l'épaisseur et la quantité désirée. La pâte est parfois farinée entre deux étapes pour éviter qu'elle n'adhère. Frapper la pâte contre le plan de travail au cours de la dernière étape permet de retirer l'excédent de farine. Cela permet aussi d'assurer un étirement et une épaisseur uniforme.
Dans le style de Lanzhou, la pâte est travaillée agressivement. Elle est étirée en ligne droite, avec des gestes rapides, sans torsades ni ondulations.
Dans le style de Beijing, la pâte est torsadée et étirée délicatement. Lors de l'étape d'étirement, le cuisinier agite son torse et ses bras pour augmenter la longueur atteignable par les nouilles, dépassant la longueur de ses bras. On utilise plus généreusement de la farine dans ce style de préparation que dans le style de Lanzhou.
Il y a aussi une autre méthode qui consiste à étirer un unique brin plat et épais de pâte entre ses deux mains. Cette méthode est utilisée pour assurer le spectacle.

### Types delāmiàn
- Petites (小拉条, xiǎo lātiáo) ;
- Creuses (空心拉面, kōngxīn lāmiàn) ;
- Farcies (夹馅拉面, jiāxiàn lāmiàn), dont une spécialité du Shānxī ;
- Très fines (龙须面, lóngxūmiàn) ;
- À l'eau (水拉面, shuǐlāmiàn) ;
- À l'huile (油拉面, yóulāmiàn) ;
- Plates (扁条拉面, biǎntiáo lāmiàn) ;

## Variantes
Suivant la viande avec laquelle elles sont servies, le plat portera un nom différent. La version la plus courante est sans doute le niúròu miàn (牛肉面, « nouilles au bœuf »), garni de bœuf et de légumes verts. Cette recette particulière a été développée par les Hui au début du XIXe siècle. Mais, en général, les restaurants de Lanzhou proposent plusieurs recettes, accompagnées de viande, de volaille ou de poisson et de légumes variés, la seule constante étant les nouilles elles-mêmes. Elles sont consommées en soupe, mais peuvent également l'être sans (干, gàn, « sec »). Elles sont parfois servies avec des tranches de poisson cru (生鱼片拉面, shēngyú piàn lāmiàn).

### En Asie centrale

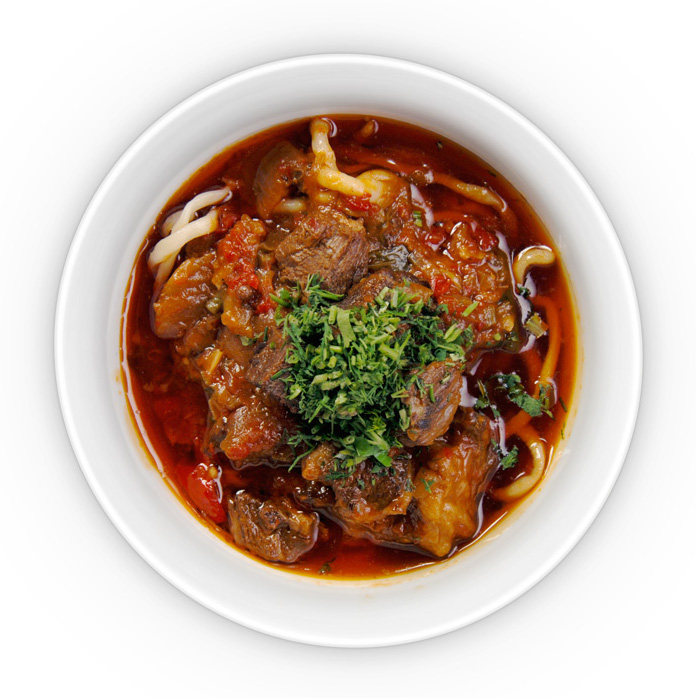
Lag'mon ouzbek à Tachkent.

En Asie centrale, les lāmiàn existent en version plus épaisse. Elles sont appelées läghmän (لەغمەن),,, or längmän en ouïghour et lag'mon (лағмон) en ouzbek. 
Elles sont populaires au Kirghizistan et au Kazakhstan parmi les minorités ouïghours et dounganes. Les lāmiàn sont aussi consommées dans le reste de l'Asie centrale, en Ouzbékistan,, au Tadjikistan, dans le nord-est de l'Afghanistan (où on y rajoute des pois chiches, et au nord du Pakistan, dans les régions du Chitral et du Gilgit, où on les appelle kalli ou dau dau.

### Au Japon

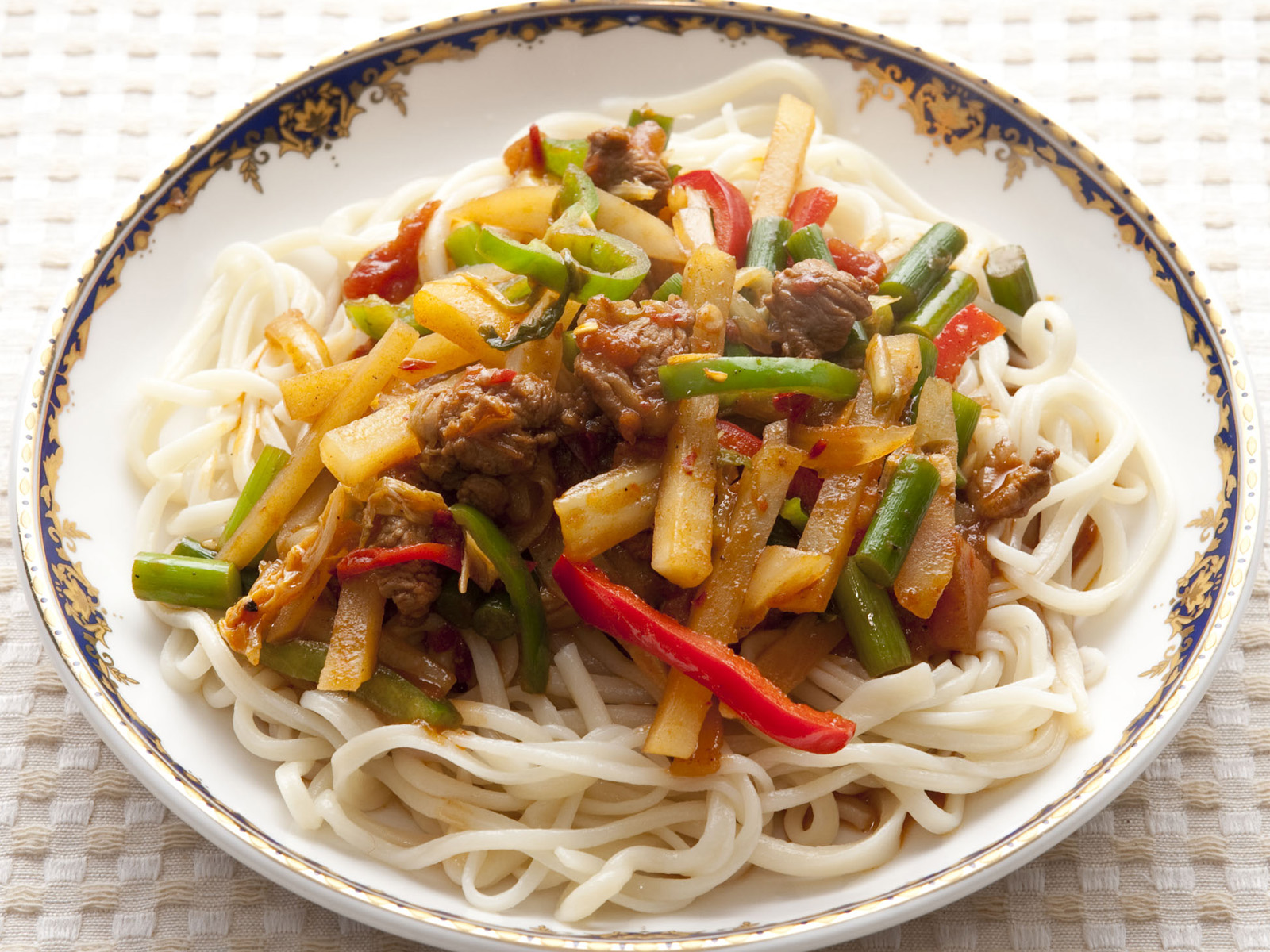
Laghman servi dans un restaurant ouïghour à Tokyo.

Depuis leur introduction au Japon au XXe siècle, elles sont également connues sous le nom japonais de rāmen.